# Liebestöter

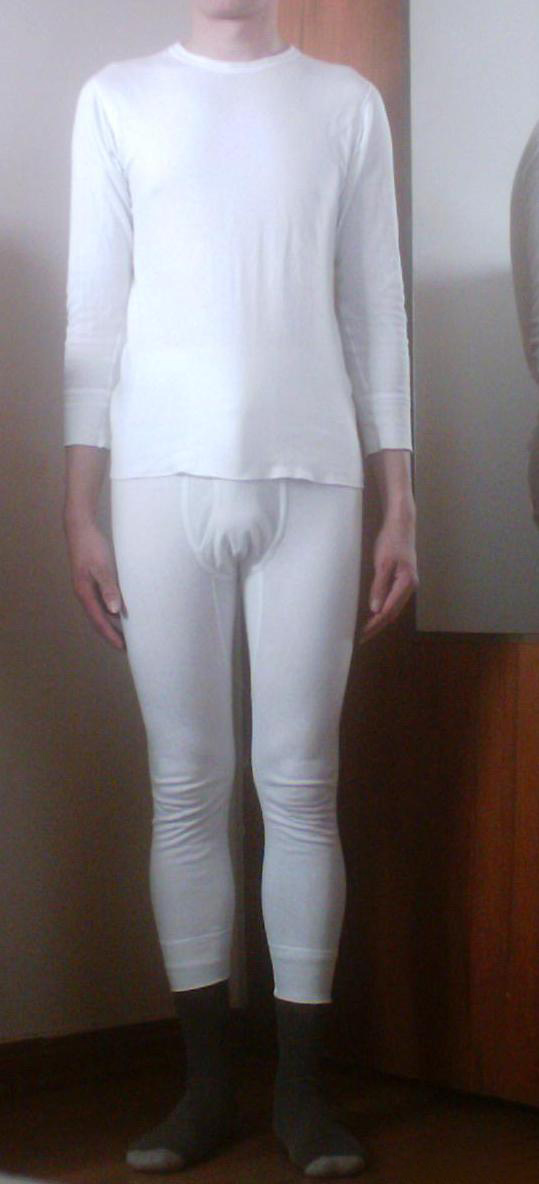
Der klassische Liebestöter: die lange Unterhose

Der Begriff Liebestöter ist ein Modewort, mit dem man Kleidungsstücke bezeichnet als auch Verhaltensweisen, die sich negativ auf die erotische Anziehung oder eine Beziehung auswirken können. Ursprünglich wurde der Ausdruck für lange Männerunterhosen geprägt.

## Lange Unterhose
Als der klassische Liebestöter gilt die lange Unterhose für Männer. Mit dem Begriff soll zum Ausdruck gebracht werden, dass dieses Wäschestück den Träger ausgesprochen unerotisch wirken und keinerlei Lustgefühle aufkommen lässt. Die lange Unterhose wurde um 1870 eingeführt, der Ausdruck ist jedoch wesentlich jüngeren Datums und auch auf den deutschen Sprachraum beschränkt.
In den USA und in England heißen lange Männerunterhosen allgemein „Long Johns“, benannt nach einem Boxer namens John, und gelten mittlerweile vielleicht als altmodisch, werden aber nicht als „passion killers“ bezeichnet.
Später wurde der Begriff Liebestöter auf andere Unterhosenmodelle für Männer ausgedehnt, vor allem solche aus weißem Feinripp oder Doppelripp mit Eingriff, wie sie zum Beispiel von der Firma Schiesser nach wie vor hergestellt werden. Möglicherweise als männliche Retourkutsche wurde der Ausdruck dann auch auf weibliche Unterhosen mit längerem Bein angewandt und er entwickelte sich zu einem generellen Synonym für altmodische und unattraktive Unterwäsche. Das Tragen solcher Wäsche gilt meist als Zeichen von Spießigkeit.
In jüngster Zeit werden auch ganz andere Kleidungsstücke als Liebestöter bezeichnet, zum Beispiel ausgebeulte Jogginghosen oder im Bett getragene Socken.

## Verhaltensweisen
Der Begriff Liebestöter wird mittlerweile auch als Synonym für das Modewort Beziehungskiller benutzt. Damit sind Verhaltensweisen gemeint, die den Partner bewusst oder unbewusst stören und auf Dauer die Beziehung belasten. Mit diesem Begriff können sehr unterschiedliche Dinge bezeichnet werden, zum Beispiel extreme Eifersucht, Schlampigkeit oder mangelnde Körperpflege.